# Leonor Calvera
Leonor Calvera (Buenos Aires,  11 de abril de 1942 - Buenos Aires, 8 de junio de 2021) fue una escritora, poetisa, historiadora, ensayista, traductora y militante feminista argentina. Publicó veinticinco libros, entre ellos el influyente Mujeres y feminismo en la Argentina (1990). En los años '70 integró la Unión Feminista Argentina (UFA).

## Biografía
Leonor Calvera nació el 11 de abril de 1942 en Buenos Aires. En los años '70 integró la Unión Feminista Argentina (UFA). Publicó dieciocho libros de poesía, historia y ensayo, influenciados por su  militancia feminista, entre ellos el influyente Mujeres y feminismo en la Argentina (1990). Tradujo también obras vinculadas con diversas religiones.
Formó parte como jurado de ensayo de la Sociedad Argentina de Escritores (SADE), el Fondo Nacional de las Artes y la Ciudad Autónoma de Buenos Aires.
Dirigió el Grupo Némesis (www.gruponemesis.com.ar) del blog Mujeres del Tercer milenio (mujeresdelmilenio.wordpress.com) y fue vicepresidenta de ACARMAS (Academia Argentina de Masonería, Ciencias Primordiales e Iniciáticas y de la Tradición Hermética).
Murió el 8 de junio de 2021.

## Obras
- La plaza distante (1966)
- Mi casa en la ciudad (1975)
- Doctrina y práctica del budismo (1979)
- Bhagavad-Gita (1980)
- El género mujer (1982)
- Poetas del misticismo español (1982)
- Dhammapada: El camino de la ley moral (1983)
- Las fuentes del budismo (1985)
- Camila O’ Gorman, o el amor y el poder (1986)
- El Libro de los Muertos de los antiguos egipcios (1987)
- Lao Tse. Tao Te Ching (1989)
- Mujeres y feminismo en la Argentina (1990)
- Poemas y canciones a la madre (1993)
- Pro y contra las mujeres (1996)
- Historia de la gran serpiente (2000)
- Raíces en la arena (2004)
- Diosas, brujas y damas de la noche (2005)
- El paso de la muerte (2009)
- Entre palabras y silencios (2009)
- Mujeres de dos mundos en la conquista española (2013)
- Los fuegos de la risa (2013)
- Pensamientos en red (2014)
- Memorias y olvidos (2017)
- Dioses, animales y humanos  (2018)
- Geografías de la mujer (2018)